# Jorge Arias de Greiff
Jorge Arias de Greiff (Bogotá, 4 de septiembre de 1922) es un ingeniero, astrónomo e historiador colombiano.

## Biografía
Es sobrino de los maestros León de Greiff y Otto de Greiff.
Hizo sus estudios secundarios en el colegio Gimnasio Moderno de Bogotá. Graduado como ingeniero civil en la Universidad Nacional de Colombia en 1945, dedicó toda su vida académica a esta institución; se convirtió en uno de los principales promotores de la investigación científica en el país, particularmente de la astronómica, y ha realizado amplios estudios históricos respecto del desarrollo de la ciencia y la tecnología en Colombia. Gracias a su labor, el nombre del astrónomo colombiano Julio Garavito Armero le fue adjudicado a un cráter lunar como un homenaje por parte de la Unión Astronómica Internacional.
Entre 1958 y 1998 Arias de Greiff dirigió el Observatorio Astronómico Nacional (adscrito a la Universidad Nacional de Colombia), salvo en 1972, cuando fue rector de la Universidad, y entre 1974 y 1980.
Desde 1983 fue miembro de número de la Academia de Historia de Colombia.
Su hijo, Eduardo Arias Villa, es biólogo de la Universidad de los Andes, conocido por su ejercicio periodístico en diversos periódicos y revistas colombianos. Su hijo menor, Guillermo Arias Villa, es un destacado arquitecto de la Universidad de los Andes, notable por sus obras en diversas ciudades de Colombia y sus trabajos de diseño industrial.

## Obras
Su obra se encuentra dispersa entre artículos de revistas especializadas, documentos de trabajo y volúmenes completos.

### Artículos de revistas
- Un cartagenero en Trafalgar: el teniente general Miguel Gastón de Iriarte y Fernández de Navarrete. Boletín de historia y antigüedades, ISSN 0006-6303, Vol. 93, N.º 832, 2006, pags. 13-30

- Repensando la identidad nacional.Boletín de historia y antigüedades, ISSN 0006-6303, Vol. 91, N.º 827, 2004, pags. 767-772

- Las Cortes de Cádiz y la emancipación. Boletín de historia y antigüedades, ISSN 0006-6303, Vol. 90, N.º 823, 2003, pags. 669-688

- Viajeros y navegantes en el Boletín. Boletín de historia y antigüedades, ISSN 0006-6303, Vol. 89, N.º 818, 2002, pags. 775-784.

- Las guerras civiles mal llamadas sw independencia. En Revista Credencial. Julio de 2007 [2]

### Colaboraciones en obras colectivas
- La expedición Fidalgo. La ciencia moderna y el conocimiento del Nuevo Mundo: actas de la I Reunión de Historia de la Ciencia y de la Técnica de los Países Ibéricos e Iberoamericanos, (Madrid, 25 a 28 de septiembre de 1984) / coord. por José Luis Peset Reig, 1985, ISBN 84-00-06140-3, pags. 251-262